# A da Gorda
A da Gorda é uma povoação da freguesia de Santa Maria, São Pedro e Sobral da Lagoa, município de Óbidos, distrito de Leiria, Portugal.
A povoação situa-se a pequena distância a sul da vila de Óbidos, na confluência das estradas que de Óbidos, seguem para Peniche (EN114) e Bombarral (EN8). É servida por um apeadeiro da Linha do Oeste, denominado Apeadeiro de Dagorda-Peniche.

## História
Localizada num vale fértil e rodeada, em tempos idos, por extensas matas onde predominavam o pinheiro, o sobreiro, o medronheiro e o carvalho e onde as espécies cinegéticas eram abundantes, desde muito cedo a zona foi habitada.
A tradição oral atribui o topónimo a uma personagem local, de nome Vicência, proprietária de uma taberna e de um estanco (venda) de tabacos, nos inícios do século XIX. Conhecida devido ao peso, pela designação de Vicência a Gorda, a sua taberna, ponto de paragem dos visitantes, teria começado por ser identificada como a taberna da Gorda ou A da Gorda, passando o topónimo a identificar não só a taberna como a própria localidade.
Caso se aceite tal justificação há, no entanto, que recuar no tempo, alguns séculos. Efetivamente a localidade da Degorda, Dagorda, da Gorda ou A da Gorda, aparece já referenciada, pelo menos desde o século XIII, em documentos oficiais (tombos de propriedade, actas de vereação, inventários de partilhas).
Um manuscrito, cuja data e origem está ainda por identificar, vai mais longe e situa os primeiros povoadores da aldeia, no reinado de D. Dinis que doara aí uma casa ao seu Monteiro-Mor, encarregue da gestão das matas da então extensa montaria de Óbidos.
Os dados de que dispomos, fruto da investigação da historiadora Manuela Santos Silva permitem-nos, no entanto, apontar para o mosteiro de Alcobaça como responsável pela criação do primeiro núcleo populacional, através da criação de uma granja (propriedade agrícola) a partir da qual se dominava a produção vinícola e cerealífera das zonas mais baixas e a pastorícia , nos montes da proximidade. Toda esta atividade, a par do produto das vindimas e o seu armazenamento e possível venda para Óbidos e Atouguia ( porto de mar por onde muito do então afamado vinho da região era escoado para Lisboa), terá gerado emprego e, como tal, atraído povoadores.
Através da consulta de um documento do Arquivo Histórico da Santa Casa da Misericórdia, datado do início do século XVI, encontramos referenciadas várias propriedades junto da estrada para a Dagorda e, mesmo, na própria localidade: As Eiras Velas, as Amoreiras; a Pedreira, a Granja, o Outeiro, o Salgueiral. São ainda referenciados alguns moradores do lugar: os herdeiros de André Rodrigues e Maria Vicente; três monteiros do rei (Martim Annes, Pedro Lopes e Aparício Fernandes); os lavradores João Ayres, Diogo Gonçalves, Luis Annes, entre outros, sendo possível concluir que os habitantes estão ligados quer à vigilância das matas, quer à atividade agrícola.
As terras férteis da zona são também muito apetecidas pela aristocracia obidense que, segundo o mesmo documento, aí possui várias propriedades: Álvaro Pires, Diego Afonso e João de Óbidos, escudeiros e Pedro Fernandes do Almoxarifado real.
Pelos finais do século XVI , a aldeia contaria já com vinte e cinco vizinhos/famílias, residindo quer na localidade quer em casais e quintas em seu redor (Casal da Eira , Quinta da Penha, Quinta do Jardim Quinta/ou Casal da Granja) e foi crescendo paulatinamente atingindo as quarenta e duas famílias em 1657 e as cinquenta e quatro em 1765, segundo os livros de registo de décimas desses anos. Continuam a predominar as profissões ligadas à agricultura (lavradores e seareiro) mas é possível encontrar outras profissões: Militares (o Capitão Paulo da Gama e o seu filho Manuel Ferreira, irmão e sobrinho do beneficiado Faustino das Neves), três carpinteiros, uma padeira, um moleiro, um sapateiro, um cardador, um alfaiate, dois cirurgiões (em 1755) e um mestre das Valas (funcionário da Casa das Rainhas, responsável pela supervisão das obras de conservação da Várzea da Rainha).
No principio do século vinte a descoberta, em 1930, de jazidas de Diatomito, levou à abertura de uma Mina e de uma oficina de tratamento do referido minério, em 1938, junto à Quinta do Jardim, pela Sociedade Anglo-Portuguesa de Diatomite, o que terá contribuído para um novo crescimento populacional e para a respectiva expansão urbanística. É também por esta altura, em 1939, que Paulino Ferreira Matias obtém licença para abrir, junto à estrada para Peniche, uma fábrica de refrigerantes.
Até à expansão populacional do última século a aldeia cresceu em torno da sua Praça, uma das maiores e mais bem concebidas do concelho e para a qual convergem as ruas mais antigas, de traçado quase medieval e ao longo das quais encontramos casas representativas da arquitetura tradicional da região, tanto em termos de estrutura como em termos de materiais utilizados.

## Património
Na Praça denominada de Santo António, em honra do padroeiro, concentram-se, de modo harmonioso, alguns equipamentos urbanos: o poço, o jogo da bola, o coreto e a capela de Santo António.
Situada num dos lados do largo e remontando pelo menos ao início do século XVI, fica a capela de Santo António, de pequenas dimensões mas de grande riqueza decorativa. De planta longitudinal e de uma só nave, o seu interior é totalmente revestido de azulejos de excelente qualidade, datáveis do século XVII e os altares estão revestidos de boa talha dourada.
A nível da estatuária, destacamos a imagem de São Brás, de finais do século XV e as de Santo António: uma em pedra, dos finais do século XV ( designada pela população de Santo António Velho e, atualmente, na sacristia) e outra de madeira policromada, dos finais do século XVII.
A nível da pintura, sobressaem os três painéis pintados por Josefa de Óbidos e que ornamentam o arco da capela-mor: São Francisco de Assis (à esquerda), a Virgem e o Menino(ao centro) e Santo António. A Baltazar Gomes Figueira, pai de Josefa e grande pintor nacional é devida a tela, datada de 1643, Repouso na Fuga para o Egipto.
No exterior da igreja, um alpendre quadrangular, inscrito na fachada principal, permite, em dias de festa, albergar maior quantidade de fiéis enquanto o coreto permitia a atuação da banda em dias de festa (a do Senhor Jesus dos Aflitos, a seis de Janeiro e a de Santo António, a treze de Junho).
Destas festas a mais importante é, sem dúvida a de Santo António, padroeiro da aldeia. Tradicionalmente organizada pelos solteiros da aldeia (três rapazes e três raparigas), depois da missa e da procissão, a festa de carácter mais pagã, anima o largo com o tradicional arraial que não falta o saltar da fogueira e a queima da boneca de trapo, sobre o olhar benevolente do Santo António Velho, que, no exterior da igreja acompanha as festividade.
Perfeitamente delimitado por muros de pedra o “jogo da Bola” e, mais tarde o chinquilho, tão apreciado na região, permitia a ocupação dos tempos livres. Algumas árvores, colocadas do lado de fora dão a sombra necessária para as tardes de Verão e os muros serviam quer de proteção/delimitação do jogo quer de assento para os que assistem os simplesmente descanso. Em tempos idos, talvez fosse esse o sítio onde os “jornaleiros” se concentravam diariamente , esperando que um qualquer patrão os viesse contratar para esse dia.
Ainda na Praça, o poço público, já documentado em séculos anteriores era, até há pouco tempo, elemento essencial, permitindo o abastecimento de água à localidade. 